# Alain Prost
Alain Marie Pascal Prost, francoski dirkač Formule 1, * 24. februar 1955, Saint-Chamond, Francija.
Prost je upokojeni dirkač Formule 1 in štirikratni svetovni prvak. Po številu naslovov je četrti najuspešnejši v zgodovini športa, uspešnejši so bili le Juan Manuel Fangio, Michael Schumacher in Lewis Hamilton. Med sezonama 1987 in 2001 je držal rekord za največ zmag na Velikih nagradah Formule 1, ki ga je nato prevzel Schumacher.
Prvič je spoznal karting pri štirinajstih letih na počitnicah. Osvojil je naslov francoskega in evropskega prvaka Formule 3, nato pa se pridružil McLarnu v sezoni 1980 pri 25-ih letih. Že prvo dirko je končal med dobitniki točk, prvo zmago pa je dosegel na domači Veliki nagradi Francije leto kasneje z Renaultom. 
Za volanom dirkalnika je bil natančen in sproščen, namerno je posnemal svoja heroja Jackieja Stewarta in Jima Clarka. Pri nastavitvah dirkalnika za dirko je bil zelo spreten in na to osredotočen. Pogosto je štartal zadržano in s tem varčeval z zavorami in pnevmatikami, kar mu je omogočalo agresiven zaključek dirke. Zaradi takega pristopa mu je bil podeljen vzdevek »Profesor«. Proti koncu osemdesetih in v začetku devetdesetih let se je oblikovalo veliko rivalstvo med njim in Ayrtonom Senno, ki se mu je pridružil v Mclarnu v sezoni 1988. Zapletla sta se v več kontroverznih trčenj, tudi na Veliki nagradi Japonske 1989, kar je Prostu prineslo tretji naslov. Leto pozneje pa sta na isti dirki ponovno trčila, le da je tokrat naslov osvojil Senna. Po porazni sezoni 1991 s Ferrarijem in počitku v letu 1992, se je Prost pridružil Williamsu in se po dominantni sezoni in četrtem naslovu upokojil. V sezoni 1998 je Prost prevzel francosko moštvo Ligier, ga preimenoval v Prost Grand Prix, toda že leta 2001 je moštvo bankrotiralo. Leta 2006 je Prost v svoji četrti sezoni v seriji Andros Trophy, kjer dirkajo po snegu, osvojil naslov prvaka.
Denis Jenkinson, zelo ugleden žurnalist, je opisal Prosta kot zelo toplega in enostavnega človeka, ki se ne zanaša na strasti in inspiracijo. Niti da ni postavljaški in da ne počne bedarij ter da je sposoben večjega nivoja samodiscipline, kot ga lahko večina ljudi dojame.

## Zasebno življenje in zgodnja leta
Alain Prost je bil rojen v bližini Saint-Chamonda, francoski departma Loire, Andréju in Marie-Rose Prost, ki je armenskega porekla. Prost je imel mlajšega brata Daniela, ki je septembra 1986 umrl za rakom. Čeprav majhen, se je Prost v otroštvu aktivno ukvarjal z različnimi športi, tudi rokoborbo, kotalkanjem in nogometom. Pri tem je večkrat utrpel zlom nosu. Resno je razmišljal o karieri učitelja telovadbe ali profesionalnega nogometaša dokler na družinskih počitnicah pri štirinajstih letih ni odkril kartinga.
Prost je poročen z Anne-Marie, rojeno 14. februarja 1955. Skupaj imata dva sinova, Nicolasa, rojenega 18. oktobra 1981 in Sacha, rojenega 30. maja 1990. Prost ima tudi hčer Victorio. Od leta 2006 Nicolas dirka v španskem prvenstvu Formule 3 za moštvo Racing Engineering. Prost je živel v domačem mestu Saint-Chamond do zgodnjih osemdesetih, ko ga je moštvo Renault odpustilo. Aprila 1983 se je z družino preselil v švicarski La Muraz, leta 1999 pa so se preselili v Nyon.

## Dirkaška kariera

### Pred Formulo 1
Prost je v najstniških letih osvojil več naslovov prvaka v kartingu. Leta 1974 je zapustil šolo in se popolnoma posvetil dirkanju, preživljal se je s popravljanjem motorjev in kot distributer kartov. Nagrada za osvojitev naslova v francoskem karting prvenstvu leta 1975 je bila sezona v francoski Formuli Renault, kjer je v sezoni 1976 osvojil naslov z zmagami na vseh dirkah razen na eni.
Nato se je preselil v evropsko prvenstvo Formule Renault in ga osvojil v sezoni 1977, nato pa za sezono 1978 napredoval v Formulo 3. V sezoni 1979 je osvojil tako francosko kot tudi evropsko prvenstvo Formule 3, s čimer je postal zanimiv tudi za več moštev Formule 1. Po podrobni preučitvi svojih možnosti je za sezono 1980 podpisal za McLaren. Britansko moštvo je presenetil, ko je na zadnji dirki sezone 1979 zavrnil dirkanje v tretjem dirkalniku z obrazložitvijo, da to ne bi koristilo ne njemu ne moštvo.

### Formula 1

#### 1980: McLaren
Alain Prost je svojo kariero v Formuli 1 začel z McLarnom v sezoni 1980, njegov moštveni kolega pa je bil John Watson. V debiju na Veliki nagradi Argentine je končal na šestem mestu in osvojil točko, kar je uspelo le peščici dirkačev. Med sezono je osvojil še štiri točke na Velikih nagradah Brazilije, Velike Britanije in Nizozemske. Prost je prvenstvo zaključil na petnajstem mestu, skupaj z bivšim svetovnim prvakom Emersonom Fittipaldijem. Kljub dobrim rezultatom v svoji prvi sezoni, pa je doživel tudi več hudih nesreč, med drugim je utrpel tudi zvinj zapestja in pretres možganov. Po koncu sezone je, kljub veljavni pogodbi še za dve leti, moštvo zapustil in prestopil v Renault. Prost je povedal, da je McLaren zapustil zaradi velikega števila okvar dirkalnika in ker je čutil, da ga moštvo krivi za nekatere nesreče.

#### 1981–1983: Renault
1981
Prost je v sezoni 1981 dirkal z rojakom Renéjem Arnouxom. Športni novinar Nigel Roebuck poroča, da je med Prostom in Arnouxom prihajalo do trenj že od začetka sezone, ko je bil Prost hitrejši od izkušenejšega rojaka. Prvih dveh dirk ni končal zaradi trčenj z Andreo de Cesarisom na Veliki nagradi zahodnih ZDA in Siegfriedom Stohrom na Veliki nagradi Brazilije, toda na Veliki nagradi Argentine je osvojil svojo prvo uvrstitev na stopničke. Po štirih zaporednih odstopih je na domači Veliki nagradi Francije osvojil svojo prvo zmago, dve sekundi pred bivšim moštvenim kolego Johnom Watsonom. Za Prosta je bila premierna zmaga pomembna predvsem zaradi spremembe v razmišljanju. »Pred tem si razmišljal, da ti bi lahko uspelo,« je povedal »od tedaj pa si prepričan, da ti lahko.« Prost je zmagal še na dveh dirkah ter osvojil svoj prvi najboljši štartni položaj na Veliki nagradi Nizozemske ter končal na petem mestu v prvenstvu, le sedem točk za prvakom Nelsonom Piquetom.
1982
Prost je začel sezono 1982 z dvema zmagama na Velikih nagradah Južne Afrike in Brazilije. Sicer je nato še štirikrat prišel do točk, toda zmagati mu ni več uspelo. Kljub odstopom na kar sedmih dirkah je osvojil četrto mesto v prvenstvu, toda zbral je devet točk manj kot sezono prej. Njegovo razmerje z Arnouxom se je še poslabšalo po Veliki nagradi Francije. Prost je menil, da je Arnoux, ki je na dirki zmagal, prekršil dogovor pred dirko, po katerem bi moral med dirko pomagati Prostu. Slabo se je razumel tudi s francoskimi mediji, kar je komentiral z besedami: »Ko sem prestopil v Renault so novinarji pisali o meni lepe stvari, toda v sezoni 1982 sem postal negativec. Mislim da sem, če sem pošten, naredil z zmago napako! Francozi ne marajo zmagovalcev.«
1983
Pred sezono 1983 je Arnoux zapustil moštvo, nadomestil pa ga je Američan Eddie Cheever. Prost je med sezono dosegel štiri zmage in končal na drugem mestu v prvenstvu, vsega dve točki za Nelsonom Piquetom. Piquet in moštvo Brabham sta premagala Prosta in moštvo Renault šele na zadnjih dirkah sezone. Prost, ki je menil, da je moštvo pri razvoju dirkalnika preveč konzervativno, je bil vse bolj v sporu z vodstvom moštva, ki ga je uporabilo kot grešnega kozla za neosvojitev naslova. Ob tem so se francoski navijači z bridkostjo spominjali prepirov, ki so njihovega favorita Arnouxa prisilili k odhodu iz moštva. Renault je odpustil Prosta le dva dneva po koncu sezone, tako da se je vrnil k McLarnu, z družino pa se je preselil v Švico.

#### 1984–1989: McLaren
1984
Prost je prestopil nazaj k McLarnu v sezoni 1984, kjer se je pridružil dvakratnemu prvaku, Nikiju Laudi, in dirkal z dirkalnikom McLaren MP4/2, ki je uporabljal motorje TAG-Porsche. Naslov prvaka je izgubil na zadnji dirki za le pol točke proti Laudi, kljub sedmim zmagam proti petim Laude. Pol točke je prišlo od Velike nagrade Monaka, kjer so komisarji dirko na polovici predčasno končali zaradi močnega dežja, ko sta se vodilnemu Prostu hitro približevala Ayrton Senna in Stefan Bellof. Tako so dirkači za tisto dirko dobili le polovico točk, Prost je tako dobil 4.5 točke za zmago.
1985
V sezoni 1985 je Prost postal prvi francoski prvak Formule 1 z zmagami na petih dirkah od šestnajstih. Zmagal je tudi na Veliki nagradi San Marina, toda zaradi prelahkega dirkalnika je bil po dirki diskvalificiran. Prost je končal 23 toćk pred najbližjem zasledovalcem, Michelom Alboretom. Naslov prvaka mu je tudi prislužil priznanje Légion d'honneur v Franciji.
1986
Niki Lauda se je pred sezono 1986 upokojil, nadomestil ga je prvak iz sezone 1982, Keke Rosberg. Prost je uspešno ubranil naslov, kljub temu da se njegov dirkalnik ni mogel popolnoma meriti z Williamsom Nelsona Piqueta in Nigela Manslla. Do zadnjih dirk prvenstva, Velike nagrade Avstralije, se je zdelo, da Prost ne more višje od tretjega mesta v prvenstvu, za Mansllom in Piquetom. Mansell je na dirki vodil, toda pri veliki hitrosti mu je počila pnevmatika in dirke je bilo zanj konec. Williams je poklical svojega drugega dirkača Piqueta v bokse na preventivno menjavo pnevmatik, tako da je zmaga pripadla Prostu. Še ena nepozabna dirka za Prosta je bila Velika nagrada Nemčije, ko mu je na ciljni ravnini zadnjega kroga zmanjkalo goriva, ko je vozil na četrtem mestu. Namesto, da bi se zadovoljil z odstopom, je Prost na veliko odobravanje gledalcev poskušal poriniti dirkalnik čez ciljno črto. Toda ta je bila predaleč, tako da mu ni uspelo. Vseeno pa je dobil točko za šesto mesto, ker je sedmo uvrščeni dirkač zaostajal za krog.
1987
Keke Rosberg se je pred sezono 1987 upokojil, zahvaljujoč svojim zvezam na Marlboru pa ga je nadomestil Stefan Johansson. Kljub temu, da je Prost dirkal z zastarelim McLarnom, se je dobro boril s Piquetom in Mansllom za naslov skoraj do konca sezone, s tremi zmagami pa je tudi izboljšal rekord za število zmag, ki ga je pred tem držal Jackie Stewart, na 28. Za Prosta je Velika nagrada Brazilije njegova najboljša dirka v karieri. Williams-Hondi sta dominirali v kvalifikacijah, Prost pa je dosegel šele peto štartno mesto. Veliko časa je posvetil nastavitvam dirkalnika za dirko, kljub temu da so ostali izbrali nastavitve z velikim podtlakom, je Francoz šel z nastavitvami v obratno smer. Taka nastavitev dirkalnika je pomenila manjšo obrabo pnevmatik, zaradi manjše hitrosti v ovinkih, in večjo hitrost na ravninah. Z le enim postankom je zmagal s prednostjo 40-ih sekund. Kasneje je povedal: »Ko zmagaš na tak način je občutek zelo dober. Bili so primeri ko sem vseskozi vozil na polno in končal le kot šesti, toda na zunaj se to ne vidi. V sezoni 1980 sem trikrat ali štirikrat končal kot sedmi, pa so si mislili, da sem se le zafrkaval. Toda to je motošport. Tako da lahko v tem športu sodiš o dirkačih le na dolgi rok. Lahko sodiš dirkača glede na kariero ali sezone, nikakor pa ne glede na eno dirko.« Prost je sezono končal na četrtem mestu, 30 točk za prvakom, Nelsonom Piquetom.
1988
Kljub temu, da je Nelson Piquet osvojil dirkaški naslov, Williams pa konstruktorski, se je Honda odločila, da bo za sezono 1988 namesto Williamsu, motorje dobavljala McLarnu. McLaren Honda je dominirala v sezoni z zmagami na petnajstih od šestnajstih dirk. Prost je zmagal na sedmih in premagal novega moštvenega kolego, Ayrtona Senno, za 11 točk, kljub temu da je Senna dosegel več zmag. Toda za prvenstvo je štelo le 11 najboljših rezultatov v sezoni, tako da je naslov osvojil Senna s prednostjo treh točk. S tem se je začelo veliko rivalstvo, ki je dva od najboljših dirkačev vseh časov, porinilo v velike uspehe pa tudi kontroverznost.
1989
McLarnova dominacija se je nadaljevala tudi v sezoni 1989, borba Prosta in Senne pa ju je porinila v serijo trčenj. Obojestransko občudovanje se je spremenilo v močno sovraštvo, ko je Francoz brazilskega moštvenega kolego obtožil nevarne vožnje in več kot pravične pozornosti s strani McLarna in Honde. Sezona se je končala, kot so se bali mnogi strokovnjaki. Na Veliki nagradi Japonske je v 46. krogu Senna napadel v šikani. Prost je Brazilca zaprl in oba McLarna, ujeta skupaj, sta zdrsnila na pomožno cesto. Prost je misleč, da je naslov že njegov, izstopil iz dirkalnika. Delavci ob progi so porinili dirkalnik Senne vzvratno nazaj na stezo, da so lahko ločili oba dirkalnika. Tako je bil na nevarnem mestu in so ga ponovno porinili naprej. Ob tem, ko so ga porivali, je Senni uspelo ponovno zagnati dirkalnik, nato je obvozil šikano in nadaljeval z dirko. Nos dirkalnika je bil poškodovan, zato je zapeljal v bokse na menjavo, vrnil pa se se je le pet sekund za vodilnim Alessandrom Nanninijem. V 50. krogu je pred šikano Senna uspel prehiteti Nanninija in tudi zmagati. Toda na podelitvi pokalov, se je na najvišji stopnički pojavil Nannini, saj so komisarji diskvalificirali Senno, ker je obvozil šikano. McLaren se je na odločitev pritožil, toda razsodišče FIE ni le podprlo odločitve komisarjev, ampak je tudi kaznovalo Senno s 100,000 dolarji in šestmesečno prepovedjo dirkanja. Tako je Prost v kontroverznih okoliščinah osvojil svoj tretji naslov in se na hitro preselil k Ferrariju.

#### 1990–1991: Ferrari
1990
Prost je v sezoni 1990 pri Ferrariju nadomestil Gerharda Bergerja, moštveni kolega pa je bil Nigel Mansell. Zmagati mu je uspelo na petih dirkah, Velikih nagradah Brazilije, Mehike, Francije, Velike Britanije in Španije. Na Veliki nagradi Mehike je zmagal s 13. štartnega mesta, skupaj z Veliko nagrado Španije pa sta Prost in Berger dosegla dve dvojni zmagi. Prvenstvo se je zopet odločalo za predzadnji dirki za Veliko nagrado Japonske, pred dirko je Prost zaostajal devet točk za Senno. Kot v sezoni 1989, se je za oba dirka končala po kontroverznem trčenju. V prvem ovinku prvega kroga je Senna, kot je kasneje priznal, namenoma zapeljal v Prostov dirkalnik in ga zrinil s steze, tako da je bilo prvenstvo odločeno v brazilčevo korist. »Kar je storil je odvratno,« je kometiral Prost, »Je človek brez vrednosti«. Prost je sezono končal sedem točk za Senno, Ferrari pa na drugem mestu za McLarnom.
1991
Za sezono 1991 je Mansell zaradi slabega odnosa s Prostom Ferrari zapustil in se ponovno pridružil Williamsu. Zameljal ga je Francoz Jean Alesi, ki je bil v preteklih dveh sezonah pri Tyrrellu odličen. Toda Ferrari se ni mogel kosati z najboljšimi moštvi in Prost je sezono končal brez zmage, je pa desegel pet uvrstitev na stopničke. Italijansko moštvo je javno kritiziral (znano je, da je njihov dirkalnik označil za »traktor«), zato je bil še pred koncem sezone odpuščen, tik pred Veliko nagrado Avstralije. Prosta ja zamenjal Italijan Gianni Morbidelli.

#### 1993: Williams
Prost si je v sezoni 1992 vzel leto odmora, ko je naslov osvojil Nigel Mansell z Williams-Renaultom. Ko je Mansell izvedel, da bo Prost v sezoni 1993 ponovno njegov moštevni kolega, je moštvo zapustil in se preselil v ameriško serijo IndyCar. Francoz je tako dobil za moštvenega kolego novinca v Formuli 1, Damon Hilla, ki je zamenjal Riccarda Patreseja, ki je prestopil v Benetton.
Prost je osvojil svoj četrti in zadnji naslov, toda med sezono se je proti njemu odlično boril Ayrton Senna v slabšem dirkalniku. Pred Veliko nagrado Portugalske je Alain Prost oznanil, da prihodnjo sezono ne bo branil naslova, ampak se bo upokojil kot najuspešnejši dirkač v zgodovini - rekord, ki ga je držal desetletje. Na podelitvi pokalov po dirki za Veliko nagrado Avstralije, Prostovi zadnji dirki, sta z Ayrtonom Senno zakopala bojno sekiro, bilo je kot da - zdaj ko Prost ni več njegov rival - Senna ni imel več razloga za sovraštvo. Prosta je ta gesta presenetila. Prost je za svoje dosežke prejel red britanskega imperija
Nemec Michael Schumacher je izboljšal Prostov rekord 51-ih zmag v sezoni 2001. Francoz pa še drži največ startov na dirkah s turbo motorjem - 126 - in največ zmag na domači Veliki nagrado Francije.

#### Rivalstvo z Ayrtonom Senno
Še posebej znameniti so bili dvoboji Alaina Prosta z Ayrtonom Senno. Rivalstvo se je začelo v sezoni 1988, ko se je Senna pridružil Prostu pri McLarnu. Najbolj znan incident med obema se je pripetil na Veliki nagradi Portugalske tisto sezono, ko je Senna poskušal zapreti Prosta, ki se je želel prebiti v vodstvo tako, da se je moral Francoz umakniti blizu ograde. Kasneje je Prostu uspelo Senno prehiteti v prvem ovinku, vseeno pa je bil razočaran nad manevrom Senne. Rivalstvo se je še okrepili po Veliki nagradi San Marina 1989, ko sta imela dirkača dogovor, da se do prvega ovinka ne bosta ovirala (spominja na Veliko nagrado San Marina 1982). Na štartu je Senna povedel, Prost pa mu je sledil v prvi ovinek, brez da bi ga oviral. Gerhard Berger je v četrtem krogu doživel hudo nesrečo in dirka je bila ustavljena. Na ponovnem štartu je tokrat povedel Prost, Senna pa se je zrinil mimo njega v prvem ovinku, s čimer je prekršil njun dogovor pred dirko, kar je Francoza močno razjezilo.
Rivalstvo je doživelo svoj vrhunec konec sezone 1989 na Veliki nagradi Japonske, ko se je odločalo o naslovu prvaka med Prostom in Senno. V šikani je Prost zaprl Senno in trčila sta. Prost je izstopil iz dirkalnika, Senna pa je obšel šikano in se vrnil na stezo - manever, ki se je končal z diskvalifikacijo. Leta kasneje je Prost priznal, da namenoma ni spustil Senne mimo, čeprav je bil Brazilec na notranji liniji.
V sezoni 1990 sta oba dirkača ponovno trčila. Tokrat je v prvenstvu vodil Senna, Prost pa je zdaj dirkal za Ferrari. Za predzadnjo dirko sezone, Veliko nagrado Japonske, se je Prost kvalificiral na drugo mesto, pred njim je bil le Senna. Pred dirko se je Senna pritoževal, da je steza na njegovi strani štartne vrste umazana, kar pomeni, da bo imel manj oprijema in bo tako počasneje štartal kot Prost, ki je bil na čisti strani. Brazilčev poziv je bil zavrnjen. Na štartu dirke je povedel Prost, toda med zaviranjem pred prvim ovinkom sta Senna in Prost trčila in morala oba odstopiti, s čimer je Senna postal prvak. Leto pozneje je Senna priznal, da je bila njegova poteza vnaprej načrtovana, kot maščevanje za trčenje izpred enega leta na istem dirkališču.
Ko se je v sezoni 1993 Prost vrnil v Formulo 1, sta s Senno nadaljevala z rivalstvom. Zaradi sovražnosti brazilskih navijačev so morali Prosta na Veliki nagradi Brazilije na dirkališče pospremiti policisti. Rivalstvo se je nadaljevalo na Veliki nagradi Velike Britanije, ko je Senna agresivno branil svojo pozicijo proti Williamsu Prosta.
1. maja 1994 se je Ayrton Senna smrtno ponesrečil na Veliki nagradi San Marina. Prost je bil pogrebnik na brazilčevem pogrebu. Štiri leta po smrti Senne je Prost povedal Nigelu Roebucku, da ni »nikoli želel govoriti o njem.« Ko je Senna umrl, je Prost povedal, da je umrl tudi del njega, ker sta bili njuni karieri tako prepleteni.
Senna je podobno občutil ob Prostovi upokojitvi po koncu sezone 1993, ko je dobremu prijatelju priznal, da je zdaj spoznal koliko njegove motivacije je prihajalo od borb z Alainom Prostom. Na zadnji Prostovi dirki za Veliko nagrado Avstralije je Senna povlekel Prosta na vrhnjo stopničko odra za zmagovalce, kot spravno dejanje. Le nekaj dni pred svojo smrtjo, ko je za francosko televizijo TF1 snemal krog v Imoli, je pozdravil Prosta z besedami: »Rad bi pozdravil svojega dobrega prijatelja Alaina - vsi te pogrešano...« Prost je povedal, da je bil ob tem zelo ganjen.

### Čelada
Alain Prost je uporabljal čelado, ki je bila v barvah francoske zastave, modra, rdeča in bela, z njegovim imenom na strani. V začetnem obdobju svoje kariere je Prost uporabljal dizajn, ki je bil bel z modrimi detajli ob vizirju. Ko je dirkal za Renault, je imela njegova čelada več modrih detajlov, posebej na zadnji strani. Po vrnitvi v McLaren je uporabljal podoben dizajn, spremenjeni so bili le logotipi sponzorjev. Ko pa je prestopil v Ferrari, je imela čelada modre detajle spredaj, okoli vizirja. To se ni spremenilo tudi, ko je prestopil v Williams, ponovno so se spremenili le logotipi sponzorjev.
Sponzorji na Prostovi čeladi so bilo Boss, Canon, Elf, Ferrari, Honda, KicKers, Marlboro, Michelin, Moët, Sega, Segafredo Zanetti in Renault.

## Kasnejše življenje
V letih 1994 in 1995 je Prost delal kot strokovni komentator za francosko televizijo TF1. Delal je tudi za Renault kot tiskovni predstavnik za odnose z javnostmi. Nato se je vrnil k svojem starem moštvu McLaren kot tehnični svetovalec. Tekmoval je tudi na francoski kolesarski dirki L'Etape du Tour. V konkurenci več kot 5000-ih kolesarjev je Prost končal na 12. mestu v svoje kategoriji, skupno pa kot 42.

### Prost Grand Prix
Že med sezono 1989 je začel Prost razmišljati o ustanovitvi svojega moštva med tem, ko se je njegov odnos z moštvenim kolegom, Ayrtonom Senno, poslabševal. Prost in John Barnard, nekdanji glavni dizajner McLarna, sta bila blizu ustanovitvi moštva leta 1990, toda zaradi pomanjkanja sponzorskih sredstev to ni bilo mogoče, zato je Prost prestopil v Ferrari. Ko je bil proti koncu sezone 1991 odpuščen, je ostal brez moštva tudi za sezono 1992. Po propadu dolgotrajnih pogajanj z Guyom Ligierom o nakupu njegovega moštva Ligier, se je prost za sezono 1993 preselil k Williamsu. Leta 1995, ko je Prost delal za Renault, so se pojavile špekulacije o nastanku moštva Prost-Renault v bližnji prihodnosti. Renault je zavrnil Prostovo prošnjo za dobavljanje motorjev njegovemu moštvu in naredil špekulacijam konec.
13. februarja 1997 je Alain Prost kupil moštvo Ligier od Flavia Briatoreja in ga preimenoval v Prost Grand Prix. Dan po nakupu je Prost popisal triletno pogodbo s francosko tovarno Peugeot za dobavo motorjev med sezonama 1998 in 2000. V prvi sezoni je Prost zadržal Ligierovega dirkača  Olivierja Panisa, ki je zmagal na dirki za Veliko nagrado Monako v prejšnji sezoni, za drugega dirkača pa izbral Japonca Shinja Nakana. Moštvo je dirkalo z motorji Mugen-Honda, ki jih je prejšnjo sezono uporabljal že Ligier. Začetek sezone je bil obetaven, saj je moštvo že na svojem debiju na Veliki nagradi Avstralije 1997 osvojila dve točki za Panisovo peto mesto. Nato so dosegli še 13 točk do Velike nagrade Kanade, ko si je Panis v nesreči zlomil nogo. Zamenjal ga je Minardijev dirkač Jarno Trulli. Od takrat so šli rezultati rahlo navzdol, moštvo je do vrnitve Panisa osvojilo le pet točk. Francoz se je vrnil na zadnje tri dirke sezone, Prostovo moštvo pa je osvojilo solidno šesto mesto v prvenstvu v svoji prvi sezoni z 21-imi točkami. 
Prost je v začetku sezone 1998 postal predsednik moštva Prost Grand Prix. Ker so zdaj dirkali s Peugeotovimi motorji, je Mugen-Honda motorje začela dobavljati Jordanu. V celi sezoni je moštvo osvojilo eno samo točke za šesto mesto Jarna Trullija na Veliki nagradi Belgije.
Sezona 1999 je bila ključna za Prostovo moštvo. Prost je najel Johna Barnarda kot tehničnega svetovalca, Bernardovo podjetje B3 Technologies je pomagalo Loicu Bigoisu pri načrtovanju dirkalnika AP02. Panis in Trulli sta ostala v moštvu še eno sezono. Dirkalnik ni imel večjih težav, toda Peugeotovi motorji so se izkazali za težke in nezanesljive.
Peugeotovo zadnje leto kot dobavitelj motorjev Prostovem moštvu v sezoni 2000 je bilo nekoliko boljše. Prost je najel Jeana Alesija in Nicka Heidfelda za dirkača. Toda sezona je bila podobno slaba kot predhodna, novi tehnični direktor Alan Jenkins pa je bil odpuščen po polovici sezone. Prost je prestrukturiral moštvo, najel je Joana Villadelprata za športnega direktorja, Jenkinsa pa je na mestu tehničnega direktorja zamenjal Henri Durand.
Sezona 2001 se je začela optimistično, saj se je Prost dogovoril s Ferrarijem za dobavljanje motorjev. Toda na začetku sezone 2002 je zmanjkalo denarja in Prost je bankrotiral, za sabo je zapustil dolg v višini 30 milijonov dolarjev.

### Po Prost Grand Prixu
Leta 2002 je Prost preživljal več časa z družino, tekmoval pa je tudi na osmih kolesarskih dirkah. Na dirki Granite – Mont Lozère je dosegel tretje mesto. Francoz je dirkal tudi v seriji dirk po ledu Andros Trophy v sezoni 2003 in končal na drugem mestu v prvenstvu, za Yvanom Mullerjem. Postal je tudi ambasador Uniroyala, položaj ki ga je držal do maja 2006.
Prost je nadaljeval z dirkanjem v seriji Andros Trophy in v sezoni 2006 postal prvak s Toyoto.

## Popolni rezultati Formule 1
(legenda) (odebeljene dirke pomenijo najboljši štartni položaj, poševne pa najhitrejši krog, †-uvrščen kljub odstopu)
| Leto | Moštvo                         | Šasija         | Motor             | 1        | 2       | 3        | 4       | 5       | 6        | 7       | 8       | 9       | 10      | 11      | 12      | 13      | 14      | 15      | 16      | Prv | Toč      |
| ---- | ------------------------------ | -------------- | ----------------- | -------- | ------- | -------- | ------- | ------- | -------- | ------- | ------- | ------- | ------- | ------- | ------- | ------- | ------- | ------- | ------- | --- | -------- |
| 1980 | Marlboro Team McLaren          | McLaren M29B   | Ford Cosworth DFV | ARG 6    | BRA 5   | JAR DNS  | ZZDA    |         |          |         |         |         |         |         |         |         |         |         |         | 16. | 5        |
| 1980 | Marlboro Team McLaren          | McLaren M29C   | Ford Cosworth DFV |          |         |          |         | BEL Ret | MON Ret  | FRA Ret | VB 6    | NEM 11  | AVT 7   |         |         |         |         |         |         | 16. | 5        |
| 1980 | Marlboro Team McLaren          | McLaren M30    | Ford Cosworth DFV |          |         |          |         |         |          |         |         |         |         | NIZ 6   | ITA 7   | KAN Ret | ZDA DNS |         |         | 16. | 5        |
| 1981 | Equipe Renault Elf             | Renault RE20B  | Renault V6 (t/c)  | ZZDA Ret | BRA Ret | ARG 3    | SMR Ret | BEL Ret |          |         |         |         |         |         |         |         |         |         |         | 5.  | 43       |
| 1981 | Equipe Renault Elf             | Renault RE30   | Renault V6 (t/c)  |          |         |          |         |         | MON Ret  | ŠPA Ret | FRA 1   | VB Ret  | NEM 2   | AVT Ret | NIZ 1   | ITA 1   | KAN Ret | LVE 2   |         | 5.  | 43       |
| 1982 | Equipe Renault Elf             | Renault RE30B  | Renault V6 (t/c)  | JAR 1    | BRA 1   | ZZDA Ret | SMR Ret | BEL Ret | MON 7    | VZDA NC | KAN Ret | NIZ Ret | VB 6    | FRA 2   | NEM Ret | AVT 8   | ŠVI 2   | ITA Ret | LVE 4   | 4.  | 34       |
| 1983 | Equipe Renault Elf             | Renault RE30C  | Renault V6 (t/c)  | BRA 7    |         |          |         |         |          |         |         |         |         |         |         |         |         |         |         | 2.  | 57       |
| 1983 | Equipe Renault Elf             | Renault RE40   | Renault V6 (t/c)  |          | ZZDA 11 | FRA 1    | SMR 2   | MON 3   | BEL 1    | VZDA 8  | KAN 5   | VB 1    | NEM 4   | AVT 1   | NIZ Ret | ITA Ret | EU 2    | JAR Ret |         | 2.  | 57       |
| 1984 | Marlboro McLaren International | McLaren MP4/2  | TAG V6 (t/c)      | BRA 1    | JAR 2   | BEL Ret  | SMR 1   | FRA 7   | MON 1    | KAN 3   | VZDA 4  | ZDA Ret | VB Ret  | NEM 1   | AVT Ret | NIZ 1   | ITA Ret | EU 1    | POR 1   | 2.  | 71,5     |
| 1985 | Marlboro McLaren International | McLaren MP4/2B | TAG V6 (t/c)      | BRA 1    | POR Ret | SMR DSQ  | MON 1   | KAN 3   | VZDA Ret | FRA 3   | VB 1    | NEM 2   | AVT 1   | NIZ 2   | ITA 1   | BEL 3   | EU 4    | JAR 3   | AVS Ret | 1.  | 73 (76)  |
| 1986 | Marlboro McLaren International | McLaren MP4/2C | TAG V6 (t/c)      | BRA Ret  | ŠPA 3   | SMR 1    | MON 1   | BEL 6   | KAN 2    | VZDA 3  | FRA 2   | VB 3    | NEM 6   | MAD Ret | AVT 1   | ITA DSQ | POR 2   | MEH 2   | AVS 1   | 1.  | 72 (74)  |
| 1987 | Marlboro McLaren International | McLaren MP4/3  | TAG V6 (t/c)      | BRA 1    | SMR Ret | BEL 1    | MON 9   | VZDA 3  | FRA 3    | VB Ret  | NEM 7   | MAD 3   | AVT 6   | ITA 15  | POR 1   | ŠPA 2   | MEH Ret | JAP 7   | AVS Ret | 4.  | 46       |
| 1988 | Honda Marlboro McLaren         | McLaren MP4/4  | Honda V6 (t/c)    | BRA 1    | SMR 2   | MON 1    | MEH 1   | KAN 2   | VZDA 2   | FRA 1   | VB Ret  | NEM 2   | MAD 2   | BEL 2   | ITA Ret | POR 1   | ŠPA 1   | JAP 2   | AVS 1   | 2.  | 87 (105) |
| 1989 | Honda Marlboro McLaren         | McLaren MP4/5  | Honda V10         | BRA 2    | SMR 2   | MON 2    | MEH 5   | ZDA 1   | KAN Ret  | FRA 1   | VB 1    | NEM 2   | MAD 4   | BEL 2   | ITA 1   | POR 2   | ŠPA 3   | JAP Ret | AVS Ret | 1.  | 76 (81)  |
| 1990 | Scuderia Ferrari               | Ferrari 641    | Ferrari V12       | ZDA Ret  | BRA 1   | SMR 4    | MON Ret |         |          |         |         |         |         |         |         |         |         |         |         | 2.  | 71 (73)  |
| 1990 | Scuderia Ferrari               | Ferrari 641/2  | Ferrari V12       |          |         |          |         | KAN 5   | MEH 1    | FRA 1   | VB 1    | NEM 4   | MAD Ret | BEL 2   | ITA 2   | POR 3   | ŠPA 1   | JAP Ret | AVS 3   | 2.  | 71 (73)  |
| 1991 | Scuderia Ferrari               | Ferrari 642    | Ferrari V12       | ZDA 2    | BRA 4   | SMR DNS  | MON 5   | KAN Ret | MEH Ret  |         |         |         |         |         |         |         |         |         |         | 5.  | 34       |
| 1991 | Scuderia Ferrari               | Ferrari 643    | Ferrari V12       |          |         |          |         |         |          | FRA 2   | VB 3    | NEM Ret | MAD Ret | BEL Ret | ITA 3   | POR Ret | ŠPA 2   | JAP 4   | AVS     | 5.  | 34       |
| 1993 | Canon Williams Renault         | Williams FW15C | Renault V10       | JAR 1    | BRA Ret | EU 3     | SMR 1   | ŠPA 1   | MON 4    | KAN 1   | FRA 1   | VB 1    | NEM 1   | MAD 12  | BEL 3   | ITA 12  | POR 2   | JAP 2   | AVS 2   | 1.  | 99       |